# Frontschwein
Frontschwein – album studyjny szwedzkiego zespołu black metalowego Marduk. Wydawnictwo ukazało się 19 stycznia 2015 roku nakładem wytwórni muzycznej Century Media Records. Nagrania zostały zarejestrowane w należącym do Magnusa "Devo" Anderssona Endarker Studio w Norrköping pomiędzy wrześniem a październikiem 2014 roku. W ramach promocji do utworu tytułowego został zrealizowany teledysk.

## Lista utworów
Opracowano na podstawie materiału źródłowego.
1. "Frontschwein" – 3:12
2. "The Blond Beast" – 4:26
3. "Afrika" – 4:00
4. "Wartheland" – 4:16
5. "Rope Of Regret" – 3:51
6. "Between The Wolf-Packs" – 4:28
7. "Nebelwerfer" – 6:16
8. "Falaise: Cauldron Of Blood" – 4:57
9. "Doomsday Elite" – 8:11
10. "503" – 5:11
11. "Thousand-Fold Death" – 3:45
12. "Warschau III: Necropolis" – 2:58

## Wydania
| Rok  | Nr katalogowy      | Format              | Wydawca                                      | Region        | Źródło |
| ---- | ------------------ | ------------------- | -------------------------------------------- | ------------- | ------ |
| 2015 | 9984990            | CD, Album, Ltd      | Century Media Records                        | Niemcy/Europa | [ 7 ]  |
| 2015 | 9984992            | LP, Album, Ltd, Gol | Century Media Records                        | Niemcy/Europa | [ 7 ]  |
| 2015 | 9984990            | CD, Album, Ltd      | Century Media Records                        | Niemcy/Europa | [ 7 ]  |
| 2015 | 9984992, BLOOD 063 | CD, Album           | Century Media Records, Blooddawn Productions | Niemcy/Europa | [ 7 ]  |
| 2015 | 9984991, BLOOD 063 | LP, Album           | Century Media Records, Blooddawn Productions | Niemcy/Europa | [ 7 ]  |
| 2015 | 9984991, Blood 063 | LP, Album, Ltd, Cle | Century Media Records, Blooddawn Productions | Niemcy/Europa | [ 7 ]  |

## Notowania
| Lista                   | Kraj       | Pozycja |
| ----------------------- | ---------- | ------- |
| Media Control Charts    | Niemcy     | 34      |
| Schweizer Hitparade     | Szwajcaria | 74      |
| Suomen Virallinen Lista | Finlandia  | 25      |
| MegaCharts              | Holandia   | 83      |
| Ö3 Austria Top 40       | Austria    | 63      |
| IFPI Greece             | Grecja     | 69      |